# Jens Juel (konstnär)
För andra personer med samma namn, se Jens Juel.

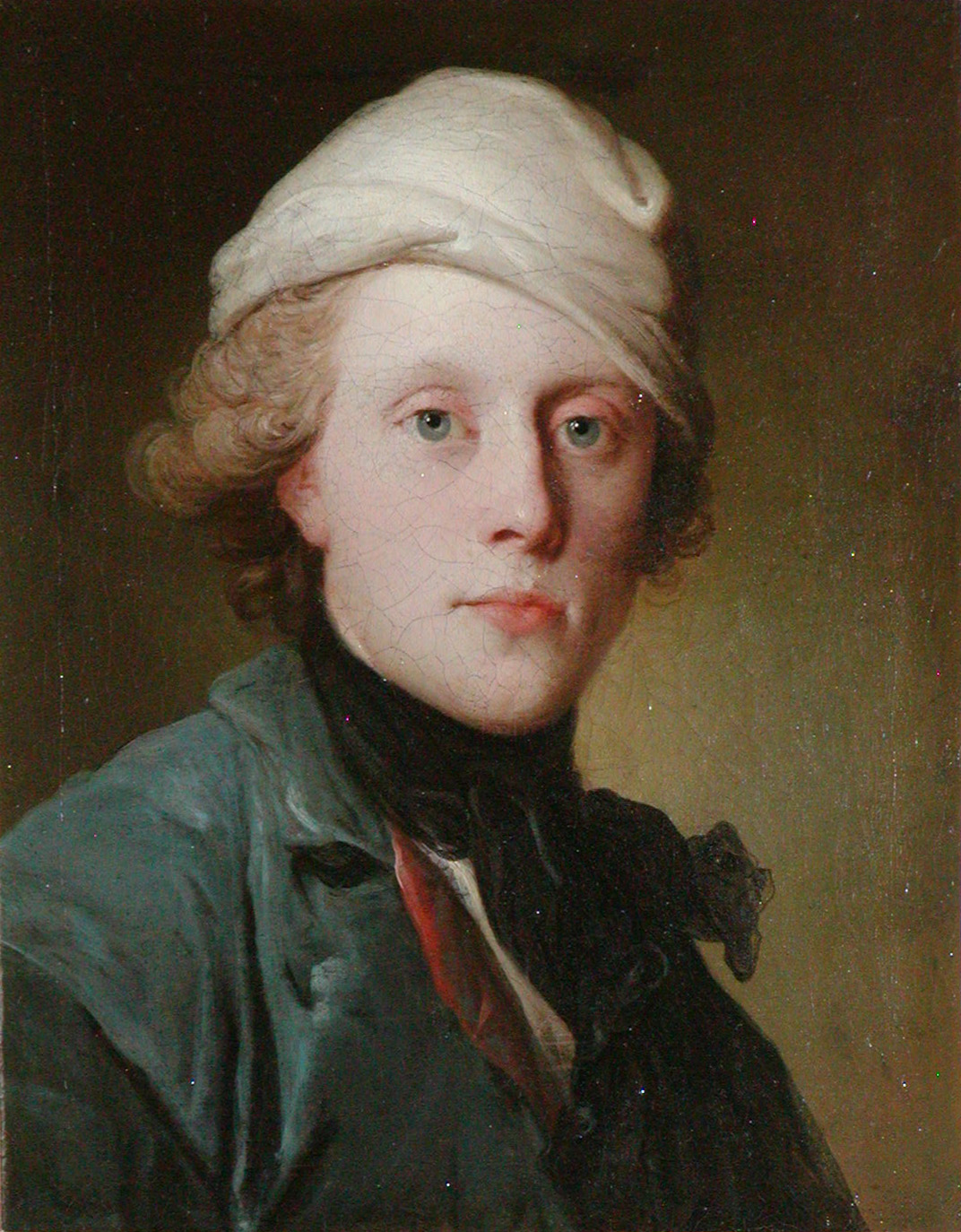
Självporträtt.

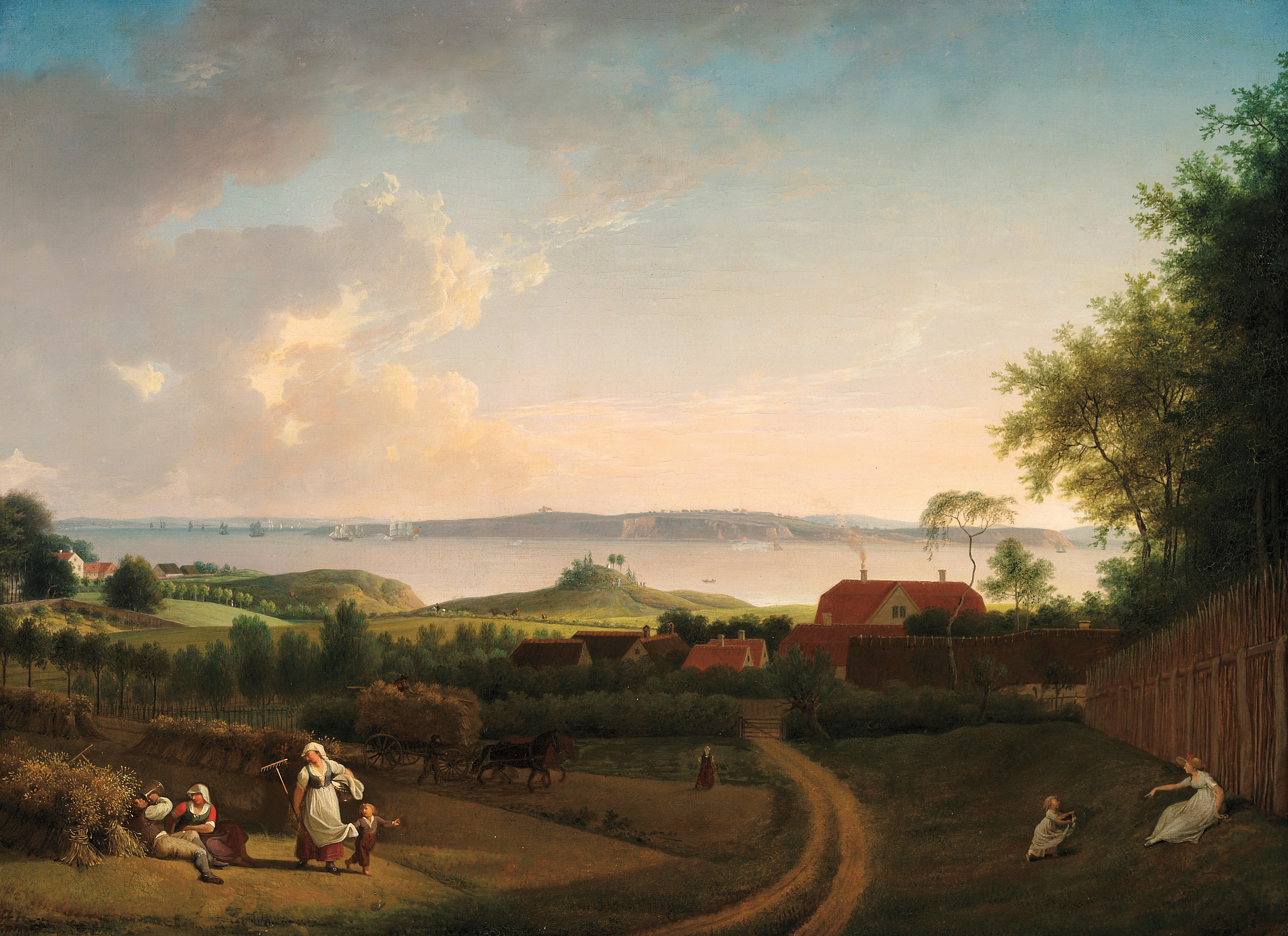
Landskab ved Øresund, omkring 1800.

Jens Jørgensen Juel, född 12 maj 1745 i Balslev på Fyn, död 27 december 1802 i Köpenhamn, var en dansk målare, framför allt känd som porträtt- och landskapsmålare.

## Biografi
Jens Juel var barn utanför äktenskapet till Vilhelmine Elisabeth Juel (1725–99), husjungfru på Wedellsborg. Modern gifte sig när Jens Juel var ett år med klockaren Jørgen Jørgensen (1724–96) i Gamborg, där han växte upp. 
Han antogs drygt 20 år gammal vid Det Kongelige Danske Kunstakademi och erhöll dess lilla guldmedalj 1767 samt dess stora medalj 1771. Från 1772 befann han sig i åtta år på utrikes studieresa, bland annat i Rom och Paris. 
Från 1780 etablerade han sig åter i Köpenhamn och blev berömd för porträtt i en intim och elegant rokokostil, och så småningom den ledande porträttmålaren med kungahuset, adeln och det högre borgerskapet som främsta kunder och modeller. Han var också den första verklige landskapsmålaren där.
Han invaldes 1782 som ledamot av konstakademien, blev professor vid densamma 1786 och var dess direktör 1795-97 och 1799-1802.
Juel var från 1790 gift med Rosine Dørschel (död 1831), dotter till en slottsträdgårdsmästare. Två av deras döttrar gifte sig efter varandra med Christoffer Wilhelm Eckersberg.
Jens Juel är avbildad på de tidigare danska hundrakronorssedlarna i 1972 års utgivningsserie. Juel är representerad vid bland annat Göteborgs konstmuseum och Nationalmuseum i Stockholm..

## Bildgalleri

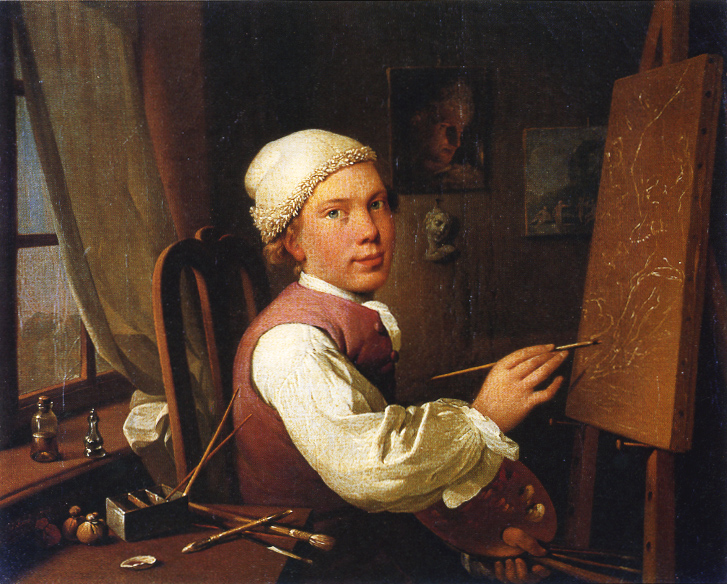
Självporträtt 1776
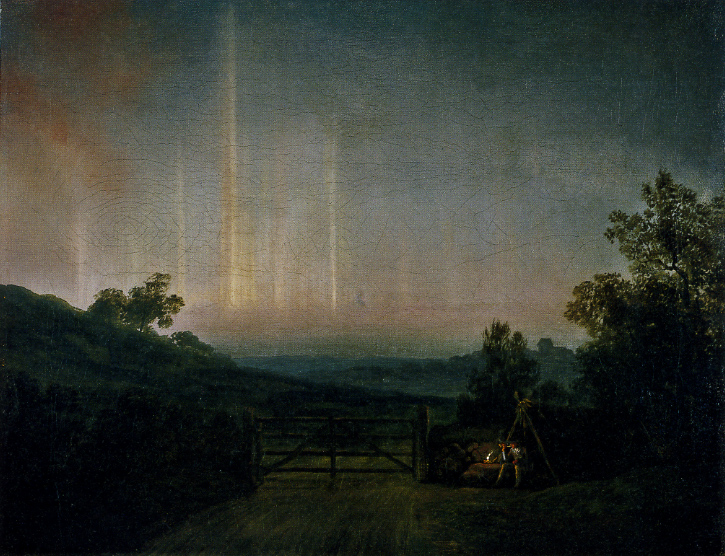
Landskap med norrsken - försök att måla Aurora Borealis, 1790-talet
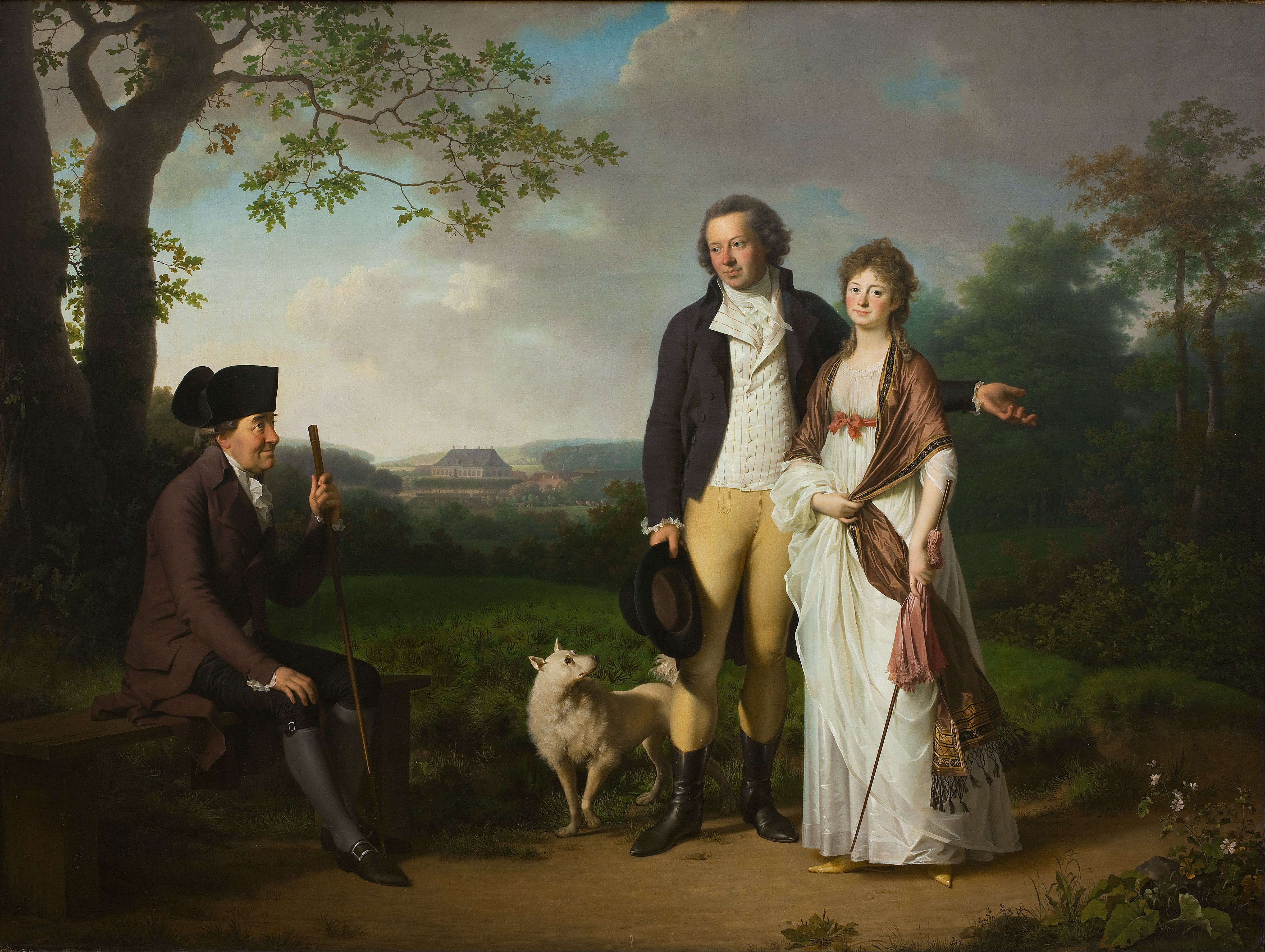
Niels Ryberg med sonen Johan Christian och svärdottern Engelke, född Falbe
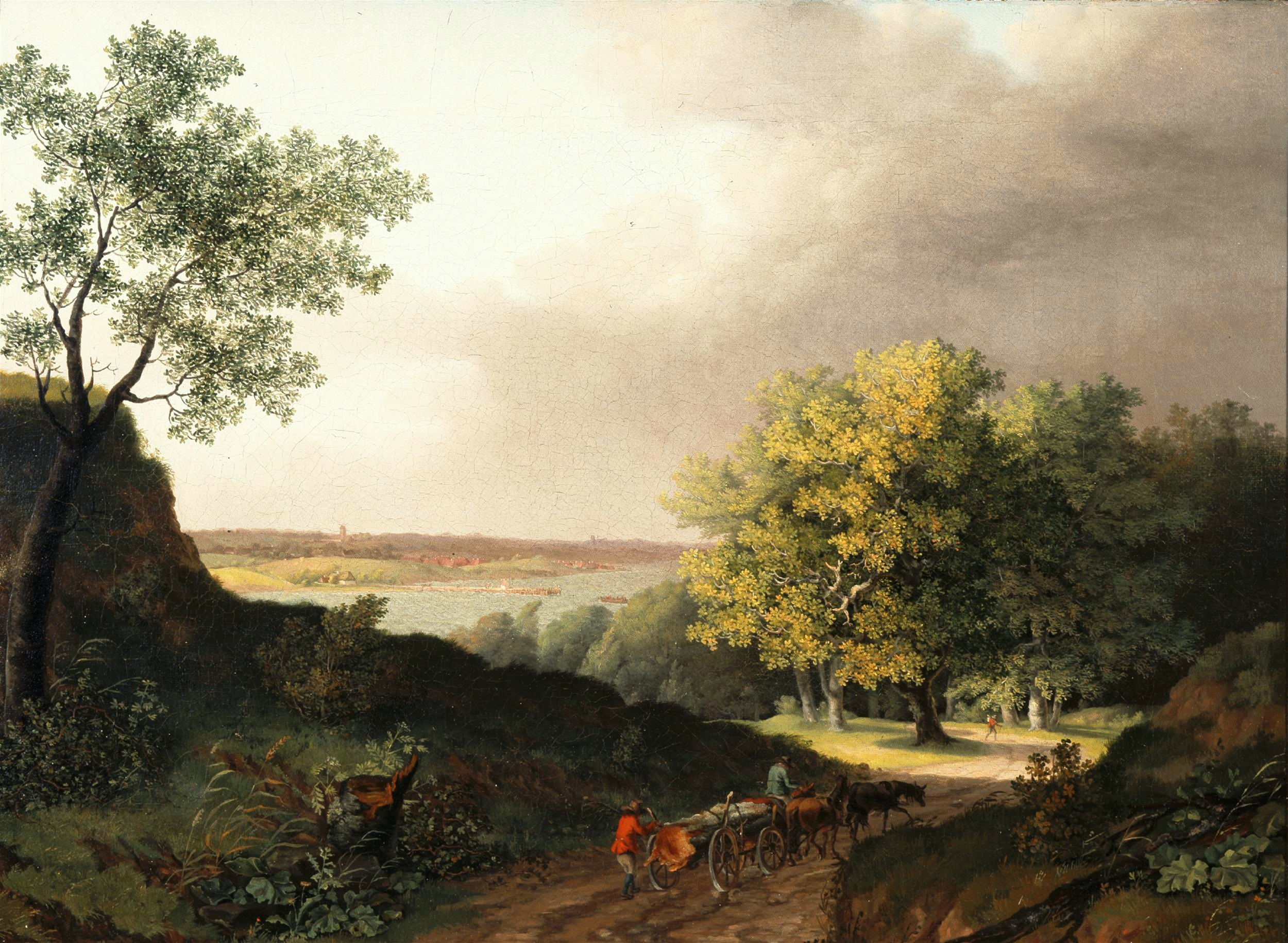
Uvejrslandskab, 1782
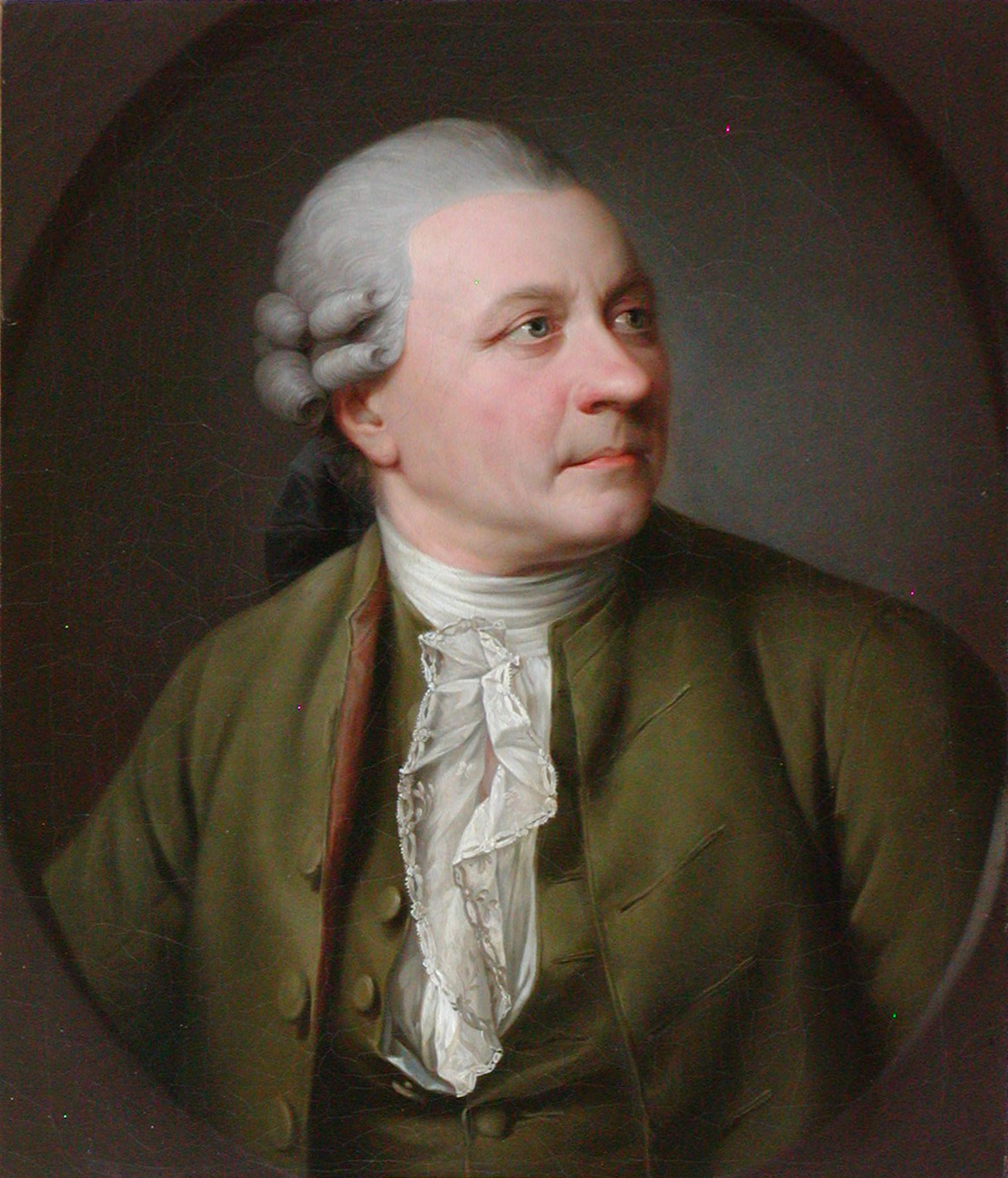
Friedrich Gottlieb Klopstock
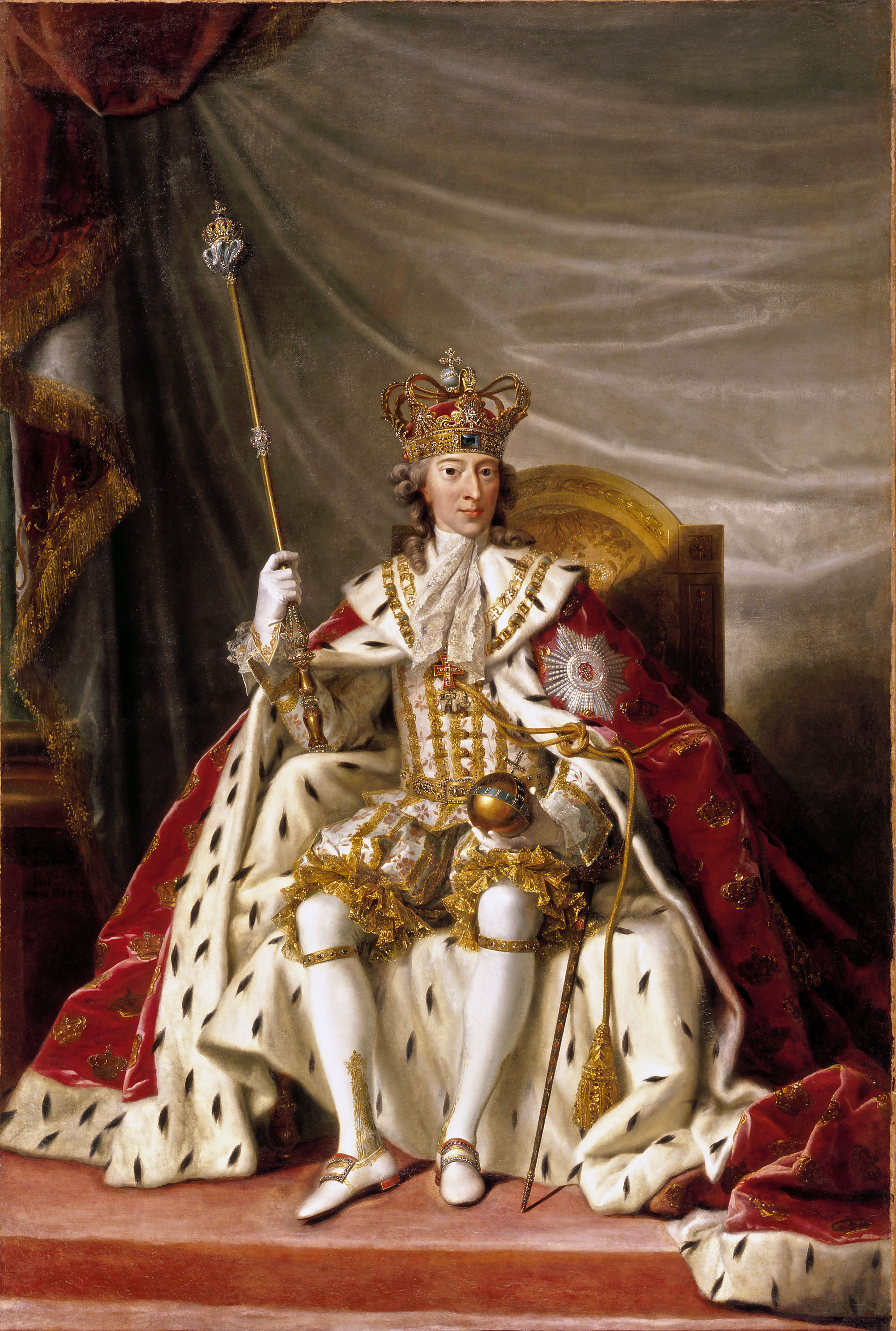
Kristian VII av Danmark-Norge
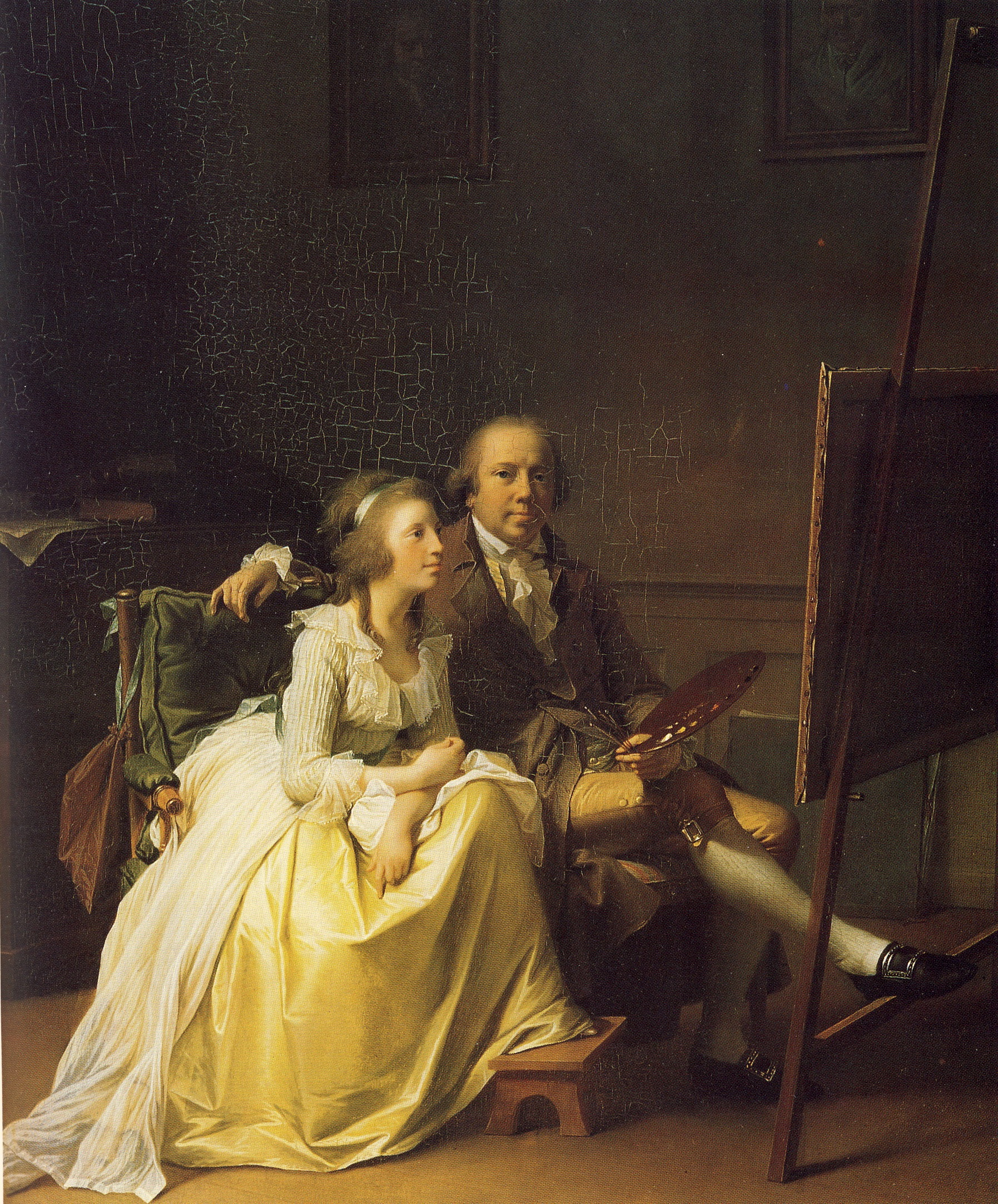
Självporträtt med frun Rosine
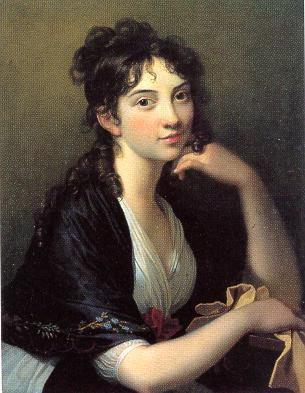
Thomasine Gyllembourg, 1790
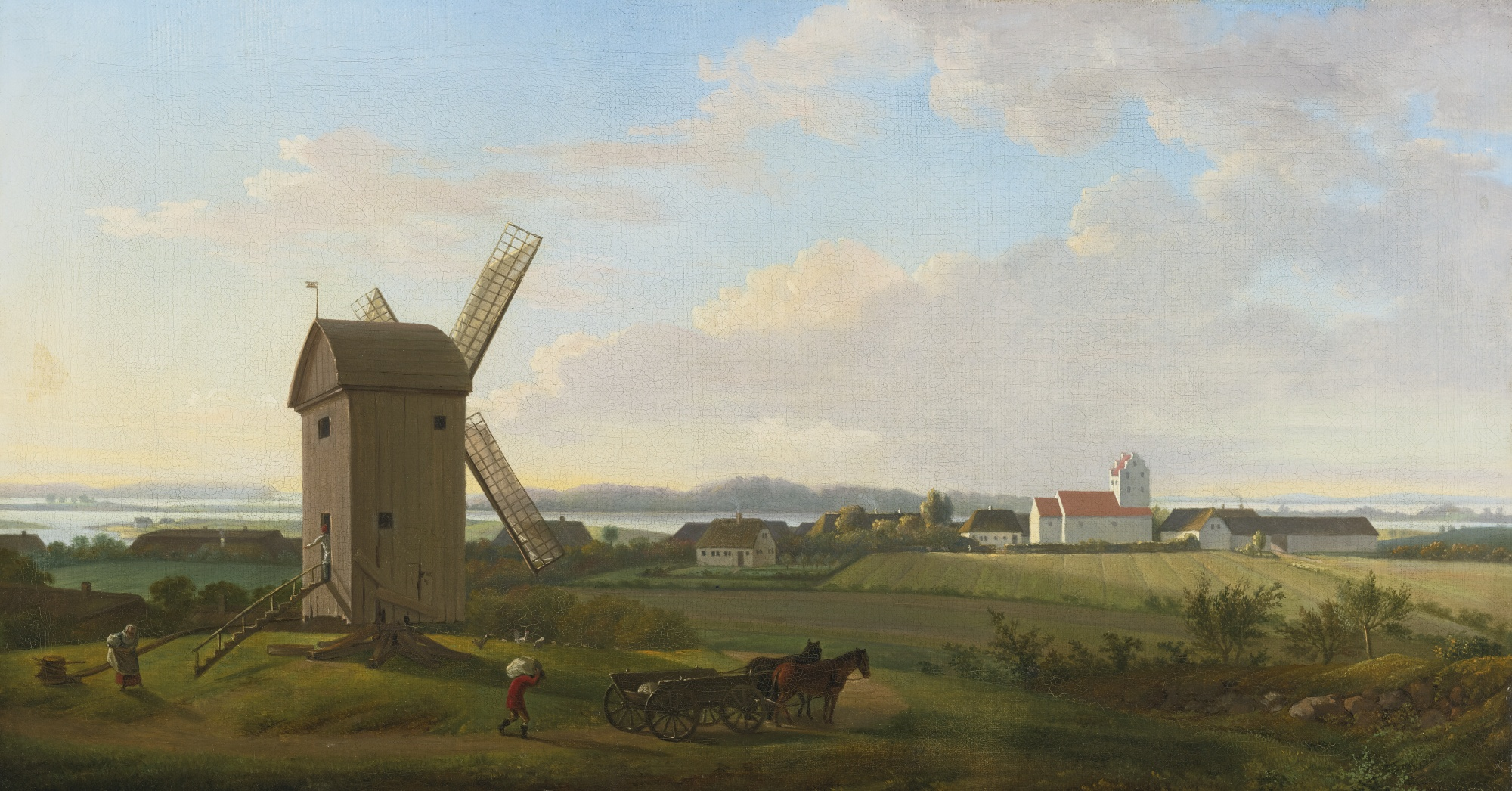
Utsikt mot Gamborg på Fyn
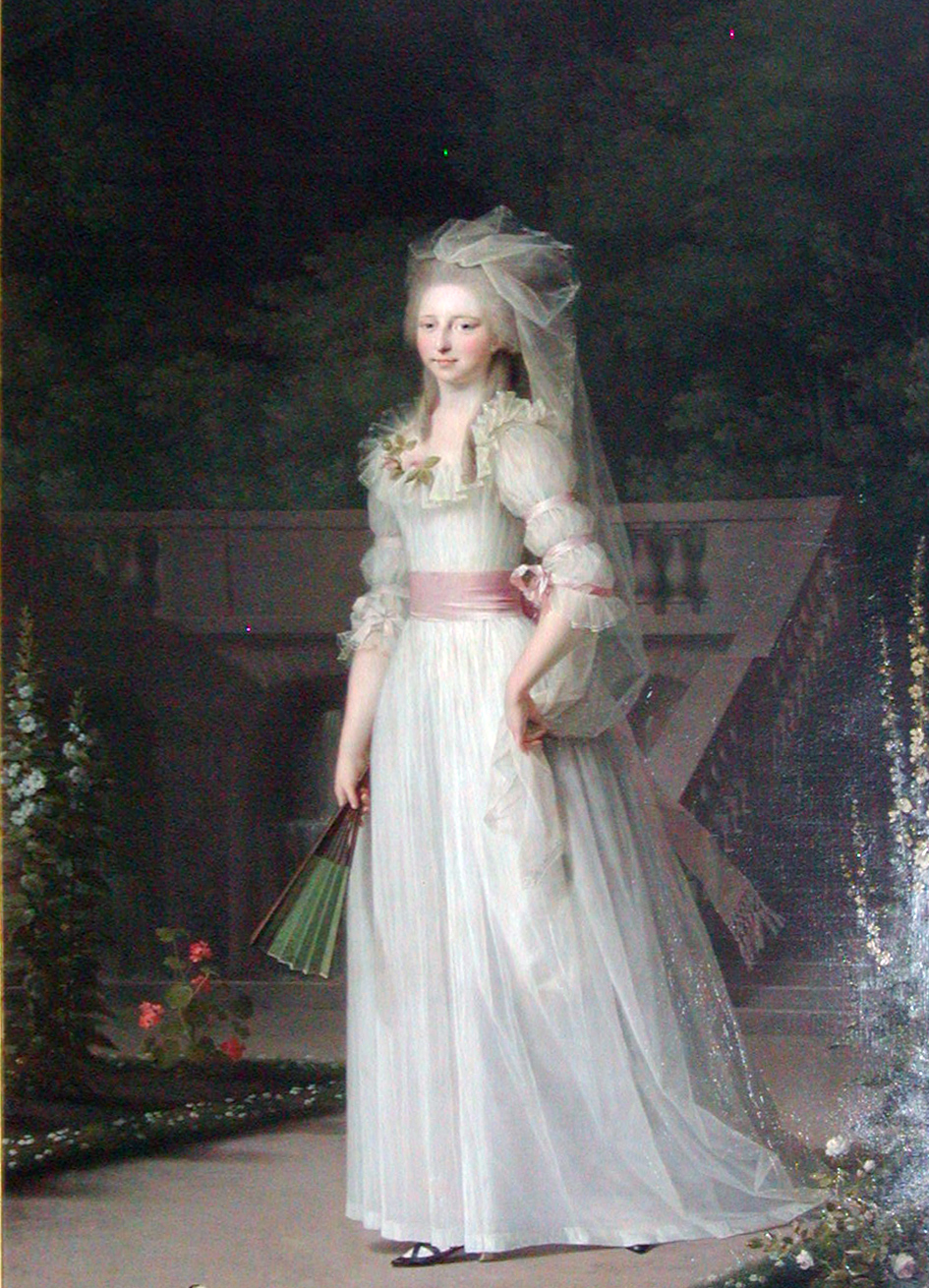
Prinsessan Lovisa Augusta
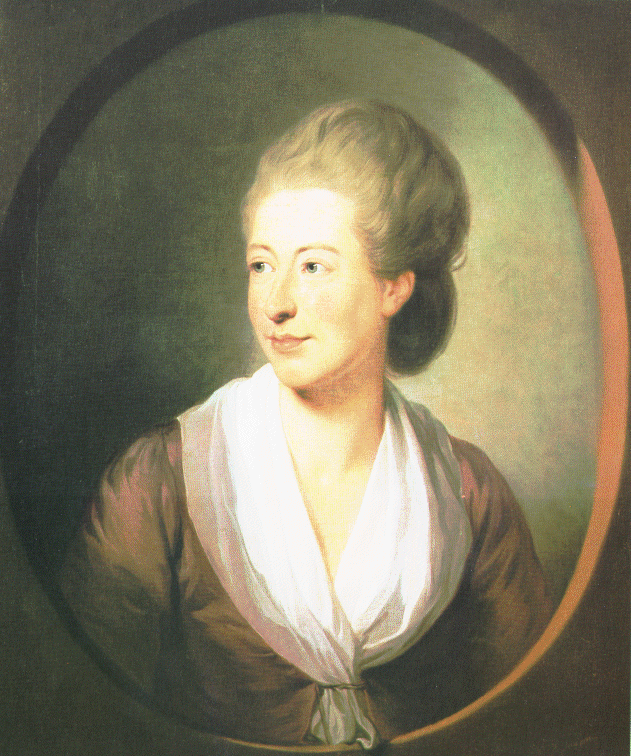
Isabelle de Charrière, 1777